# 爆笑愚連隊キン・コン・カン!!
『爆笑愚連隊キン・コン・カン!!』（ばくしょうぐれんたいキン・コン・カン）は、1969年11月7日から1970年3月27日まで日本科学技術振興財団テレビ事業本部(東京12チャンネル)で放送された公開コメディ番組。東京12チャンネルプロダクションと東宝の共同製作。放送時間（JST）は毎週金曜20:00 - 20:56。
当時「キンコンカントリオ」と名乗っていた、石井均・大村崑・谷幹一主演による町内を舞台にしたコメディ。

## 出演者
- 石井均
- 大村崑
- 谷幹一
- 柏木由紀子
- 正司歌江
- 正司照江
- 初音礼子
- ほか

## スタッフ
- 作：花登筺
- 演出：花登筺

## テーマ曲
- 「キン・コン・カン」
  - 作詞：花登筺／作曲：小川寛興／歌：石井均、大村崑、谷幹一